# FIRE-motor

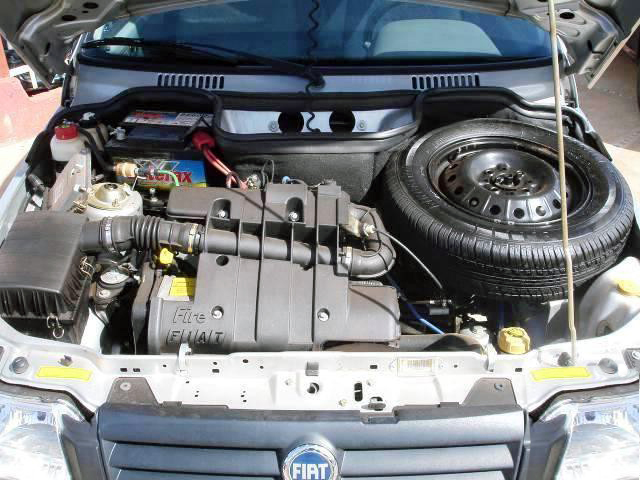
FIRE-motor

De FIRE-motor is een door de Italiaanse autofabrikant FIAT ontwikkelde viercilinder lijnmotor om toe te passen in hun automodellen vanaf 1985. De motor wordt volledig door robots geassembleerd; FIRE staat voor Fully Integrated Robotised Engine.
Er zijn verschillende versies van deze motor, variërend van 999 cc met carburateur tot 1368 cc met brandstofinjectie. Het zijn mechanisch tamelijk eenvoudige ontwerpen, met bovenliggende nokkenas, distributieriem en vijf krukaslagers. Er is een "Super-FIRE" versie, met dubbele bovenliggende nokkenas en 999 of 1242 cc inhoud.

## Fiat-modellen met een FIRE-motor
Onderstaand is een lijst van modellen uit de Fiat-groep, waarbij ten minste één type met een FIRE motor geleverd werd:
- Fiat Nuova 500
- Fiat Brava / Fiat Bravo
- Fiat Cinquecento
- Fiat Idea
- Fiat Linea
- Fiat Panda
- Fiat Palio
- Fiat Punto / Fiat Grande Punto
- Fiat Seicento
- Fiat Stilo
- Fiat Tipo
- Fiat Uno
- Autobianchi Y10
- Alfa Romeo MiTo
- Lancia Delta (vanaf 2007)
- Lancia Musa
- Lancia Y
- Lancia Ypsilon

## Andere merken met een FIRE-motor
Onderstaand is een lijst van modellen van andere automerken, die een FIRE-motor gebruiken:
- Ford Ka (vanaf 2008)
- Opel Agila / Suzuki Splash